# Argopus bidentatus
Argopus bidentatus là một loài bọ cánh cứng trong họ Chrysomelidae. Loài này được Wang miêu tả khoa học năm 1992.